# Pierre Louis Dulong
Pierre Louis Dulong [pjêr luí djulóng], francoski fizik in kemik, * 12. februar 1785, Rouen, Francija, † 19. julij 1838, Pariz, Francija.

## Življenje in delo
Dulong se je ukvarjal s specifično toploto, ter z razširjanjem in lomnimi količniki plinov.  
Srednjo šolo je obiskoval v Auxerreu in Rouenu. Najprej je od leta 1801 na École Polytechnique začel študirati medicino, nato pa se je osredotočil na naravoslovne znanosti in bil Thénardov učenec. Kot profesor fizike je od leta 1820 do 1829 nasledil Petita. Nato je bil do svoje smrti directeur des études.
V kemiji je prispeval dosežke in spoznanja:
- o dvojnem razpadu soli (1811),
- o dušikovi kislini (1815),
- o fosforjevih oksidih (1816),
- o dušikovih oksidih,
- o katalizi kovin (1823, s Thénardom)

Leta 1812 je odkril nevarni nestabilni dušikov triklorid in pri tem izgubil dva prsta ter oko.
V sodelovanju s Petitom je v fiziki pokazal da je masna specifična toplota kovinskih kemičnih elementov obratno sorazmerna z njihovimi relativnimi atomskimi masami, kar je znano kot Dulong-Petitov zakon. Raziskoval je tudi elastičnost vodne pare, meril je temperature in obnašanje elastičnih tekočin. Naredil je prvo točno primerjavo temperaturnih lestvic živega srebra in zraka. Nazadnje je razvijal natančne metode kalorimetrije